# Umbar
Umbar (nemško Umberg) je naselje v Občini Vernberk v Okraju Beljak-dežela na Koroškem v Avstriji.